# ۸۷۳ (میلادی)
۸۷۳ (میلادی) هشتصد و هفتاد و سومین سال تقویم میلادی است.

## رویدادها
- آغاز غیبت صغری

## زادگان
- ابونصر فارابی
- رودکی

## درگذشتگان
- امام حسن عسگری

‎